# Lorada
Pour la villa, voir Lorada (villa).
Albums de Johnny Hallyday
Rough Town
(1994) Destination Vegas
(1996)
Singles
1. J'la croise tous les matins - Un rêve à faire
Sortie : 6 juin 1995
2. Ne m'oublie pas - Tout feu toute femme
Sortie : 23 août 1995
3. Quand le masque tombe - Ami
Sortie : 21 novembre 1995
4. Rester libre - Aime-moi
Sortie : 12 mars 1996

Lorada est le 39e album studio de Johnny Hallyday, il sort le 19 juin 1995.

## Histoire
Après l'opus Rough Town paru en 1994, Johnny Hallyday demande à Jean-Jacques Goldman de lui écrire un album, comme il l'avait fait une dizaine d'années plus tôt avec le disque Gang. Ce dernier refuse, ayant juste terminé l'écriture de l'album D'eux pour Céline Dion. Néanmoins, Goldman accepte de produire l'album et compose deux titres : Le regard des autres et le tube J'la croise tous les matins.
L'album a pour titre le nom de la villa de Johnny Hallyday à Ramatuelle, Lorada qui est la contraction des prénoms de ses enfants Laura et David. Le spectacle Lorada Tour que Johnny Hallyday joue à Bercy en septembre, puis en tournée (fin 1995, puis printemps et été 1996), reprend le nom de ce 34e album studio.

## Autour de l'album
Référence originale : CD Mercury Philips 528369 2,.
- Production artistique : Jean-Jacques Goldman
- Arrangements et réalisation : Erick Benzi
- Enregistré à Lorada et aux studios Guillaume Tell, par Érick Benzi
- Mixé à Guillaume Tell par Chris Kimsey (en) pour Chris Kimsey Production / Excepté pistes 7,10 : mixé par Erick Benzi

Resté lors de sa sortie inédit sous ce support, l'album sort la première fois en vinyle le 25 mai 2009 [double vinyle Mercury Universal 531 663-0],.

## Liste des titres
| 1.  | Lorada                         | Erick Benzi, Gildas Arzel, Jean-Jacques Goldman, Jacques Veneruso | Erick Benzi, Gildas Arzel, Jean-Jacques Goldman, Jacques Veneruso | 0:47 |
| 2.  | Est-ce que tu me veux encore ? | Gildas Arzel                                                      | Gildas Arzel                                                      | 4:42 |
| 3.  | Rester libre                   | Erick Benzi                                                       | Canada                                                            | 4:01 |
| 4.  | Le regard des autres           | Jean-Jacques Goldman                                              | Jean-Jacques Goldman                                              | 5:10 |
| 5.  | Lady Lucille                   | Gildas Arzel                                                      | Gildas Arzel                                                      | 4:02 |
| 6.  | Un rêve à faire                | Gildas Arzel                                                      | Gildas Arzel                                                      | 4:39 |
| 7.  | J'la croise tous les matins    | Jean-Jacques Goldman                                              | Jean-Jacques Goldman                                              | 4:31 |
| 8.  | Chercher les anges             | Jacques Veneruso                                                  | Jacques Veneruso                                                  | 6:26 |
| 9.  | Tout feu, toute femme          | Jacques Veneruso                                                  | Jacques Veneruso                                                  | 4:29 |
| 10. | Quand le masque tombe          | Erick Benzi                                                       | Erick Benzi                                                       | 4:41 |
| 11. | Ami                            | Erick Benzi                                                       | Erick Benzi                                                       | 3:44 |
| 12. | Aime-moi                       | Erick Benzi                                                       | Erick Benzi                                                       | 4:20 |
| 13. | Ne m'oublie pas                | Gildas Arzel                                                      | Jacques Veneruso, Gildas Arzel, Erick Benzi, Gwenael Arzel        | 4:44 |

## Musiciens
- Batterie : Ian Wallace (pistes 2,3,5-11,13)
- Basse : Phil Soussan (pistes 2,3,5-11,13)
- Orgue : Jim Prime (pistes 2-5,7-11,13)
- Claviers : Erick Benzi (pistes 2-8,10-13)
- Percussions : Erick Benzi (pistes 2,3,7,10), Marc Chantereau (pistes 4,13)
- Guitare slide : Robin Le Mesurier (pistes 2-4,7-13), Gildas Arzel (pistes 4,6)
- Guitare électrique : Gildas Arzel (pistes 2,3,5,7,10,11), Jacques Veneruso (pistes 8,9,13)
- Guitare acoustique : Jacques Veneruso (pistes 2-4,6,7,10-12), Robin Le Mesurier (piste 5), Gildas Arzel (pistes 9,12,13), Jean-Jacques Goldman (piste 12)
- Harmonica : Christophe Dupeu (pistes 2,4,9,13)
- Piano : Jim Prime (pistes 5,6), Erick Benzi (piste 5)
- Tambourin : Erick Benzi (piste 11)
- Chœurs : Erick Benzi (pistes 1-3,5,8-13), Jacques Veneruso (pistes 1-3,5,6,8-13), Gildas Arzel (pistes 1,2,5,6,8-13), Jean-Jacques Goldman (pistes 1,2,8-10,12,13)

## Classements
| Classement (1995-2000)       | Meilleure position |
| ---------------------------- | ------------------ |
| Belgique (Wallonie Ultratop) | 3                  |
| France (SNEP)                | 39                 |

| Classement (1995)            | Meilleure position |
| ---------------------------- | ------------------ |
| Belgique (Wallonie Ultratop) | 18                 |
| France (SNEP)                | 9                  |

### Certifications
| Pays          | Certification | Ventes certifiées |
| ------------- | ------------- | ----------------- |
| France (SNEP) | 2 × Platine   | 600 000           |